# Condado de Robertson (Kentucky)
O Condado de Robertson é um dos 120 condados do Estado americano de Kentucky. A sede do condado é Mount Olivet, e sua maior cidade é Mount Olivet. O condado possui uma área de 259 km² (dos quais 0 km² estão cobertos por água), uma população de 2 266 habitantes, e uma densidade populacional de 9 hab/km² (segundo o censo nacional de 2000). O condado foi fundado em 1867. O condado proíbe a venda de bebidas alcoólicas.